# Qingdao Jiaodong International Airport

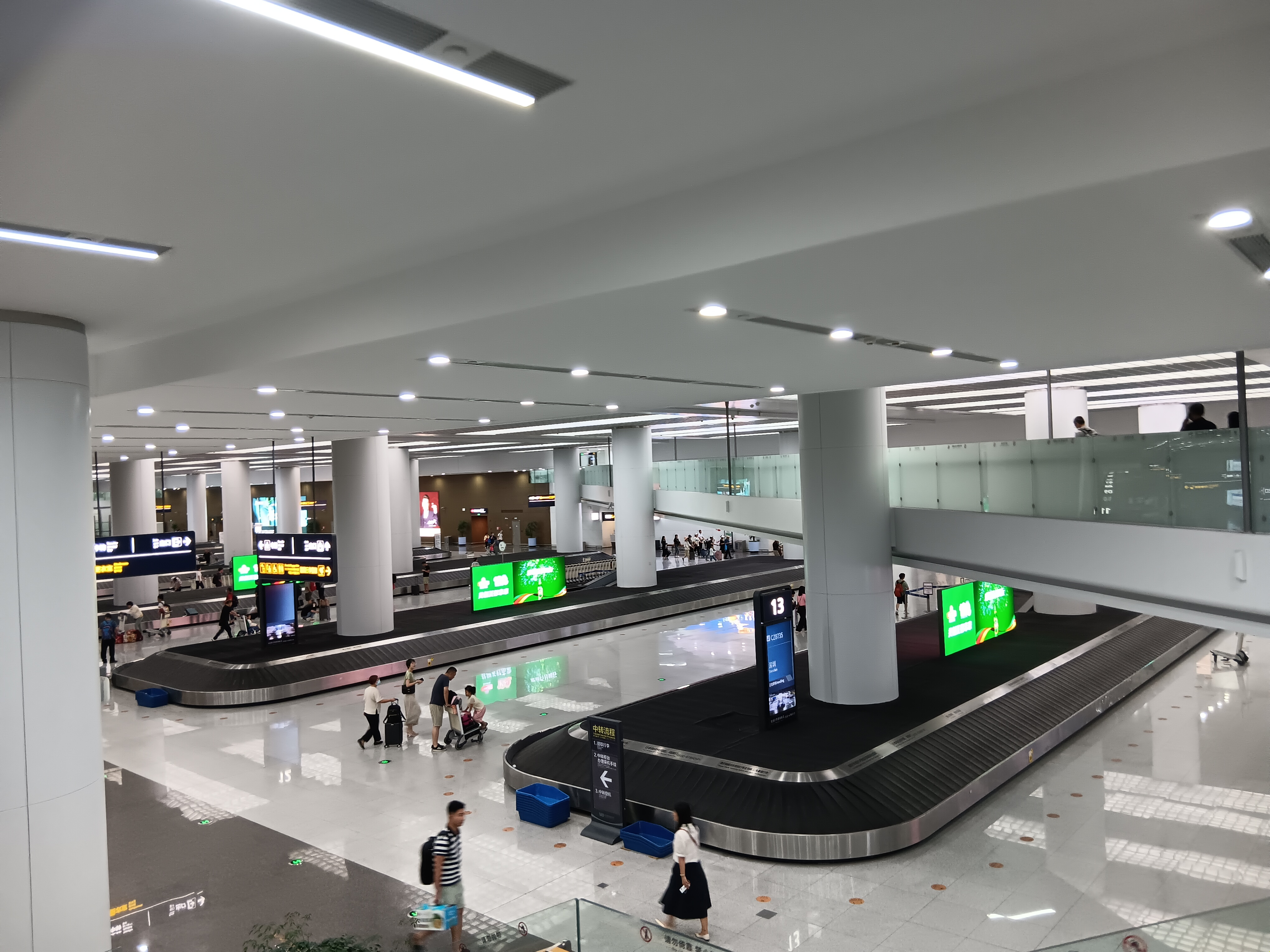

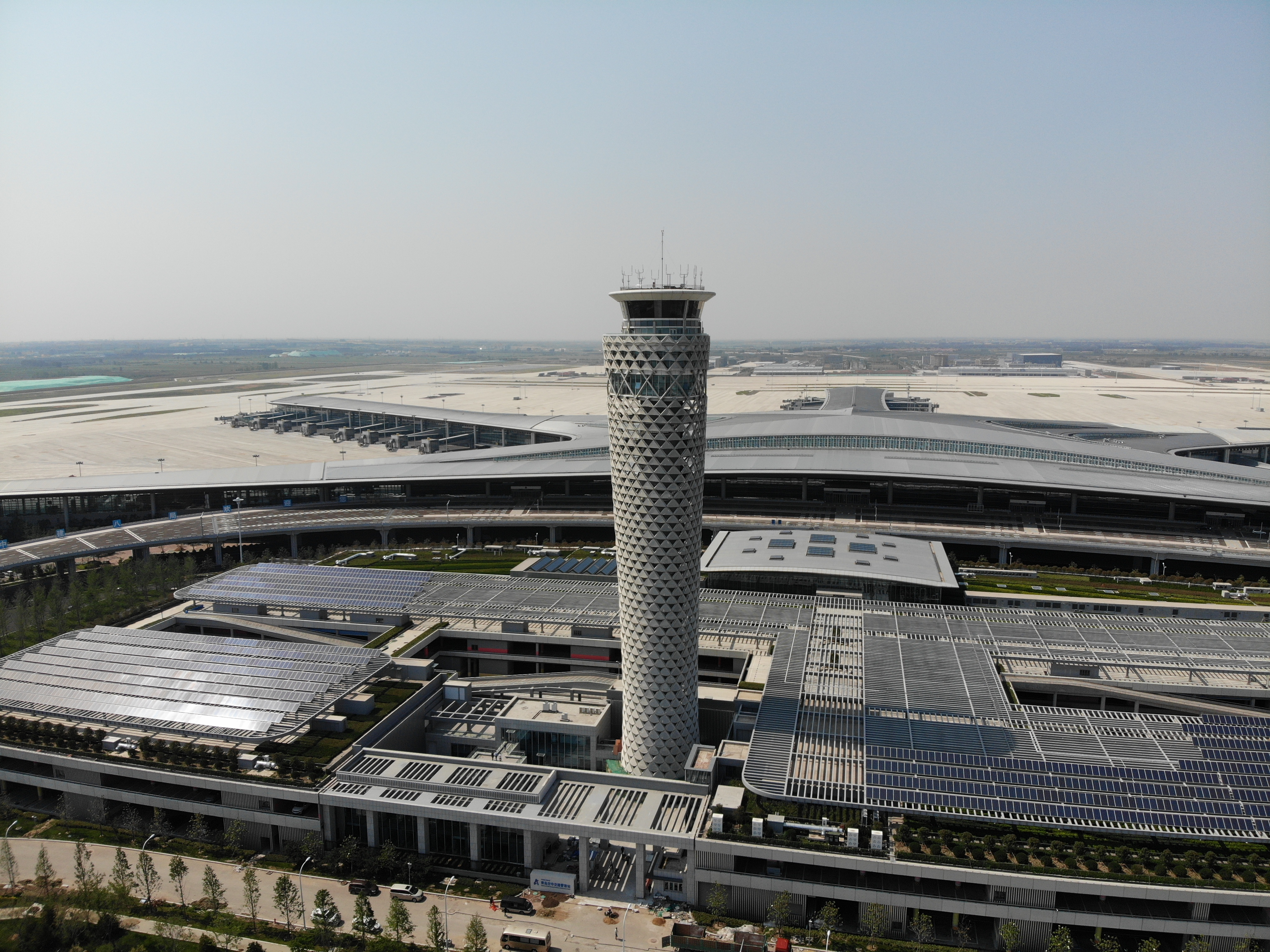

De Qingdao Jiaodong International Airport (Chinees: 青岛胶东国际机场, Hanyu pinyin: Qīngdǎo Jiāodōng Guójì Jīchǎng) (IATA-code: TAO, ICAO-code: ZSQD) is een vliegveld op 39 kilometer ten noordwesten van het centrum van Qingdao en 11 kilometer ten noordoosten van het centrum van Jiaozhou, in de oostelijke provincie Shandong in China. De luchthaven is een hub voor Qingdao Airlines en Shandong Airlines en een focus city voor China Eastern Airlines en Beijing Capital Airlines en telde in 2023 21.420.712 passagiers. In 2024 had Jiaodong Airport met 193.000 vliegbewegingen 26,18 miljoen passagiers en 279.000 ton cargo, een stijging van respectievelijk 13%, 22% en 7% ten opzichte van 2023.
De luchthavenbouw kreeg goedkeuring van de Staatsraad en de Centrale Militaire Commissie in oktober 2014 met de bedoeling de vorige luchthaven van de stad, de Qingdao Liuting International Airport ten zuidwesten van de stad te vervangen gegeven de beperkingen van deze locatie voor uitbreiding. De luchthaven werd aangelegd in Jiaodong, de bouw startte in juni 2015. De luchthaven werd geopend op 12 augustus 2021 en was bij opening de grootste luchthaven van de provincie Shandong, met een capaciteit van 35 miljoen passagiers per jaar. Op dezelfde dag werd de luchthaven Qingdao Liuting gesloten.
De luchthaven heeft twee start- en landingsbanen van klasse 4F, beide 3.600 meter lang. De start- en landingsbanen zijn geschikt voor grote vliegtuigen, zoals de Airbus A380. Qingdao Jiaodong Airport heeft een enkel terminalgebouw met een nuttige oppervlakte van 478.000 vierkante meter. De terminal is ontworpen in de vorm van een zeester, met 5 concourses waaraan 97 gates met vliegtuigslurven beschikbaar zijn. De maximale loopafstand van de incheckhal naar de gate is 550 meter. Het dak van de terminal is gemaakt van 0,5 millimeter dik roestvrij staal en beslaat 223.000 vierkante meter.
Het terrein biedt mogelijkheden voor twee bijkomende parallelle start- en landingsbanen, en twee bijkomende terminals zodat de luchthaven zou kunnen uitbreiden tot een capaciteit van 452.000 vliegbewegingen, 55 miljoen reizigers, en 1 miljoen ton cargo waarbij in piekuren 136 starts en landingen per uur mogelijk zijn.
De luchthaven wordt lokaal ontsloten door het Jiaodong International Airport metrostation, gelegen onder de terminal, deel van metrolijn 8 van de metro van Qingdao. Deze lijn leidt naar het Qingdao North spoorwegstation waar overstap op twee andere metrolijnen (1 en 3) en overstap op het spoorwegnet mogelijk is. De luchthaventerminal zelf heeft ook een ondergronds spoorwegstation op de Jinan-Qingdao hogesnelheidslijn. Tevens wordt de terminal ontsloten door de S62 snelweg die is geconnecteerd met de G20 en G22 autosnelwegen. Aan de terminal is een parkeertoren met vijf verdiepingen. Twee hotels, met samen 570 kamers, zijn in de terminal geïntegreerd, naast congres- en evenementenfaciliteiten en een sportcomplex, inclusief een binnenzwembad.